# Rut Cronström
Rut Cronström (Vadstena, 18 de dezembro de 1923 - 2 de dezembro de 2010) foi uma atriz do cinema e teatro sueca.

## Filmografia
- 2010 – Den milda smärtan
- 1999 – Jakten på en mördare (TV)
- 1994 – I morgon, Mario
- 1954 – Seger i mörker
- 1944 – Klockan på Rönneberga